# Сграда на Народното събрание
Официалната сграда на Народното събрание е сред първите обществени сгради, построени след Освобождението. Намира се на площад „Народно събрание“ 2 в София. Използва се от 1885 до 2020 г. и от 2021 до 2023 г. за провеждане на заседанията на Народното събрание.
Правителственото решение за построяване на сегашната сграда на Народното събрание е взето на 4 февруари 1884, като по това време министър-председател е Петко Каравелов. Предвиденото място за новата сграда се намира в покрайнините на столицата. Преди Освобождението тук са се намирали т.нар. позорни гробища, където турците погребвали екзекутираните престъпници. В съседство, към бъдещата катедрала „Свети Александър Невски“, се намира циганската Чауш махала, чиито жители по това време са изселени в „Коньовица“.
Проектът е изработен от сръбския архитект от български произход Константин Йованович. Той е учил в Австрия и Швейцария и по-късно проектира и сградата на Сръбската народна банка в Белград (1891 – 1892). Йованович предлага проекта си на 7 май 1884 г., а на 22 май същата година Народно събрание гласува 220 хил. франка за строеж на сградата. На 25 ноември същата година княз Александър І, Стефан Стамболов и търновският митрополит Климент полагат основния камък. Строителството и обзавеждането продължават до 1886 г. под надзора на главния архитект към Дирекцията за обществено строителство арх. Фридрих Грюнангер (1856 – 1929) и неговия асистент Йозеф Прошек (1861 – 1928). Въпреки това депутатите започват да заседават в нея от 28 май 1885 г. През 1896 – 1899 година е построено двуетажно разширение от северната страна за канцеларии и архив по проект на архитект Йордан Миланов-тогава зам. началник на Архитектурното отделение в Министерство на обществените сгради, пътищата и благоустройството. През 1925 година започва изграждането на триетажно северно крило с чакалня, кулоари и архив, което оформя фронта към пл. „Св. Александър Невски“ по проект на архитект Пенчо Койчев. Строителството завършва в 1928 г.
По време на бомбардировките над София на 10 януари 1944 г. сградата на парламента е засегната леко. Частични преустройства са правени през 1962 г., когато е поставена дървена ламперия от славонски дъб, през 1977 г. и 1985 г., когато е обновено обзавеждането от колектив от КИПП „Главпроект“ с ръководител арх. Павел Николов (1922 – 2009 г.). Въпреки поредицата намеси, постройката е със запазен първоначален образ и характер на интериорните пространства.
Сградата на парламента заема централно положение в композицията на площад „Народно събрание“. Стилът ѝ е неоренесанс, като на фронтона е изписан девизът „Съединението прави силата“, част и от държавния герб на България. Сградата е исторически, архитектурен и художествен паметник на културата от национално значение. Тя е кандидат за символ на София.